# Manoel Arruda da Cámara
Manoel Arruda da Cámara (* 1752 in Pombal, Paraíba, Brasilien; † 2. Oktober 1810 in Goiana, Pernambuco) war ein portugiesisch-brasilianischer Botaniker. Sein offizielles botanisches Autorenkürzel lautet „Arruda“; früher waren auch die Varianten „Arr.Cam.“ und „Arruda da Camara“ in Gebrauch.
Die Pflanzengattung Arrudea Cambess. aus der Familie der Clusiaceae sowie Arrudaria Macedo aus der Familie der Palmengewächse (Arecaceae) ist nach ihm benannt worden.

## Werke
- Dissertação sobre as plantas do Brazil. 1810.